# Crevillent
Crevillent (em valenciano e oficialmente) ou Crevillente (em castelhano) é um município da Espanha situado na província de Alicante, comunidade autónoma da Comunidade Valenciana. Tem 103,3 km² de área e em 2021 tinha 29 717 habitantes (densidade: 287,7 hab./km²).

## Demografia
| Variação demográfica do município entre 1991 e 2004 | Variação demográfica do município entre 1991 e 2004 | Variação demográfica do município entre 1991 e 2004 | Variação demográfica do município entre 1991 e 2004 |
| --------------------------------------------------- | --------------------------------------------------- | --------------------------------------------------- | --------------------------------------------------- |
| 1991                                                | 1996                                                | 2001                                                | 2004                                                |
| 22694                                               | 23781                                               | 24786                                               | 26632                                               |